# Witborstegel
De witborstegel (Erinaceus concolor) is een egelsoort die voorkomt in Turkije, de Zuidelijke Kaukasus en omringende streken." De witborstegel is nauw verwant aan de Oost-Europese egel (E. roumanicus), en de twee werden tot voor kort tot dezelfde soort gerekend. Net als deze soort heeft de witborstegel een witte vlek op de borst, waarmee hij te onderscheiden is van de gewone egel (E. europaeus).

## Verspreiding
De witborstegel komt voor in Anatolië zuidwaarts tot Israël, Syrië en Libanon en oostwaarts via de zuidelijke Kaukasus en Noord-Irak tot Noordwest-Iran. Ook op het Griekse eiland Rhodos komt hij voor. In een groot gedeelte van het verspreidingsgebied, onder andere Turkije en Jordanië, is hij zeer algemeen. Hij komt veelvuldig voor in stedelijke en landbouwgebieden.

## Gedrag
De witborstegel is voornamelijk 's nachts actief. Het is een insecteneter, die zich voedt met kevers en wormen. In gevangenschap is waargenomen dat de witborstegel na een draagtijd van 35 tot 36 dagen drie tot zeven jongen werpt.

## Ondersoorten
In de derde editie van Mammal Species of the World van Wilson & Reeder worden drie ondersoorten onderscheiden:
- Gewone witborstegel (Erinaceus concolor concolor Martin, 1838)
- Rhodosegel (Erinaceus concolor rhodius Festa, 1914)
- Transkaukasische egel (Erinaceus concolor transcaucasicus Satoenin, 1905)